# Flussschifferkirche

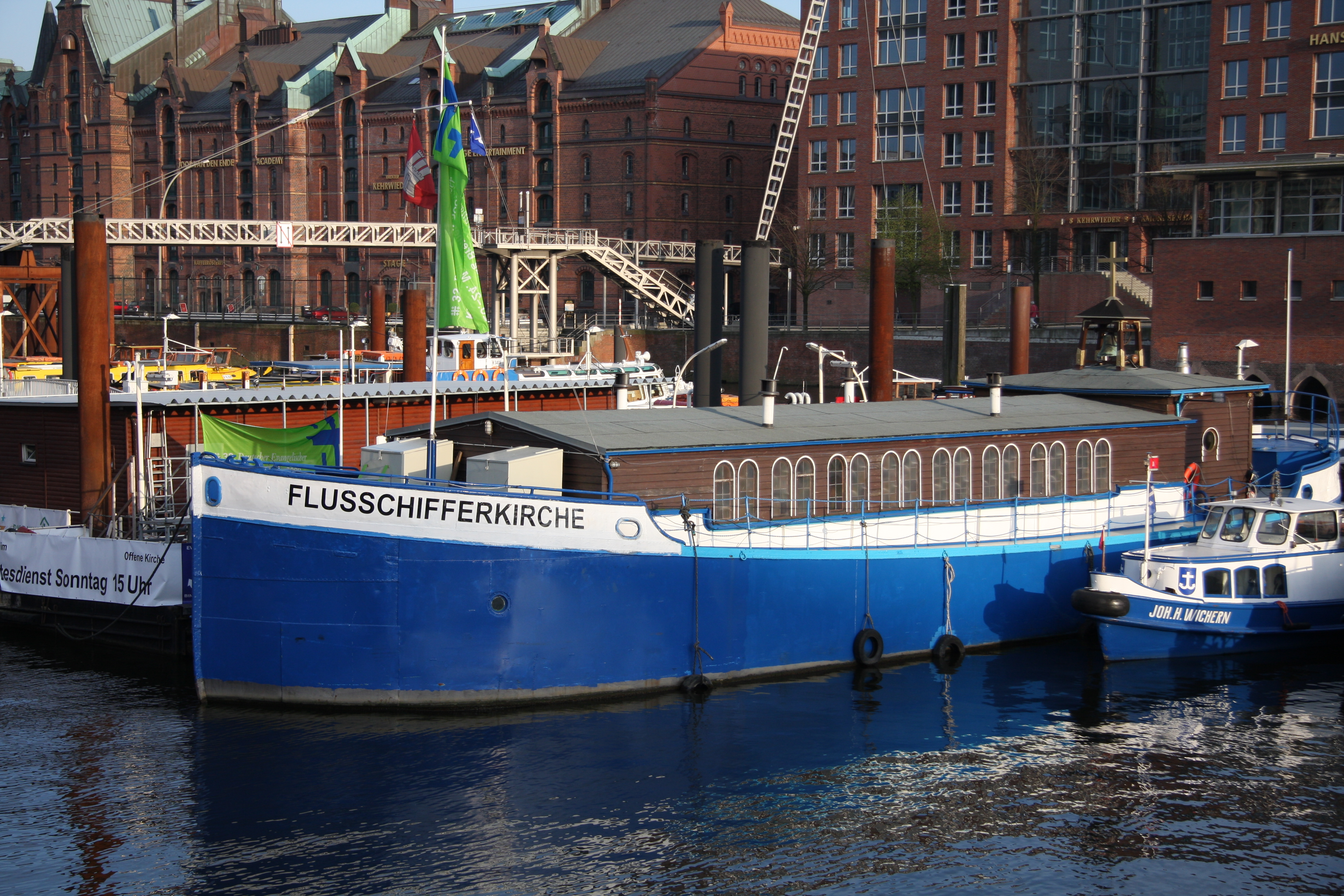
Die Flussschifferkirche 2009 und Barkasse Johann Hinrich Wichern

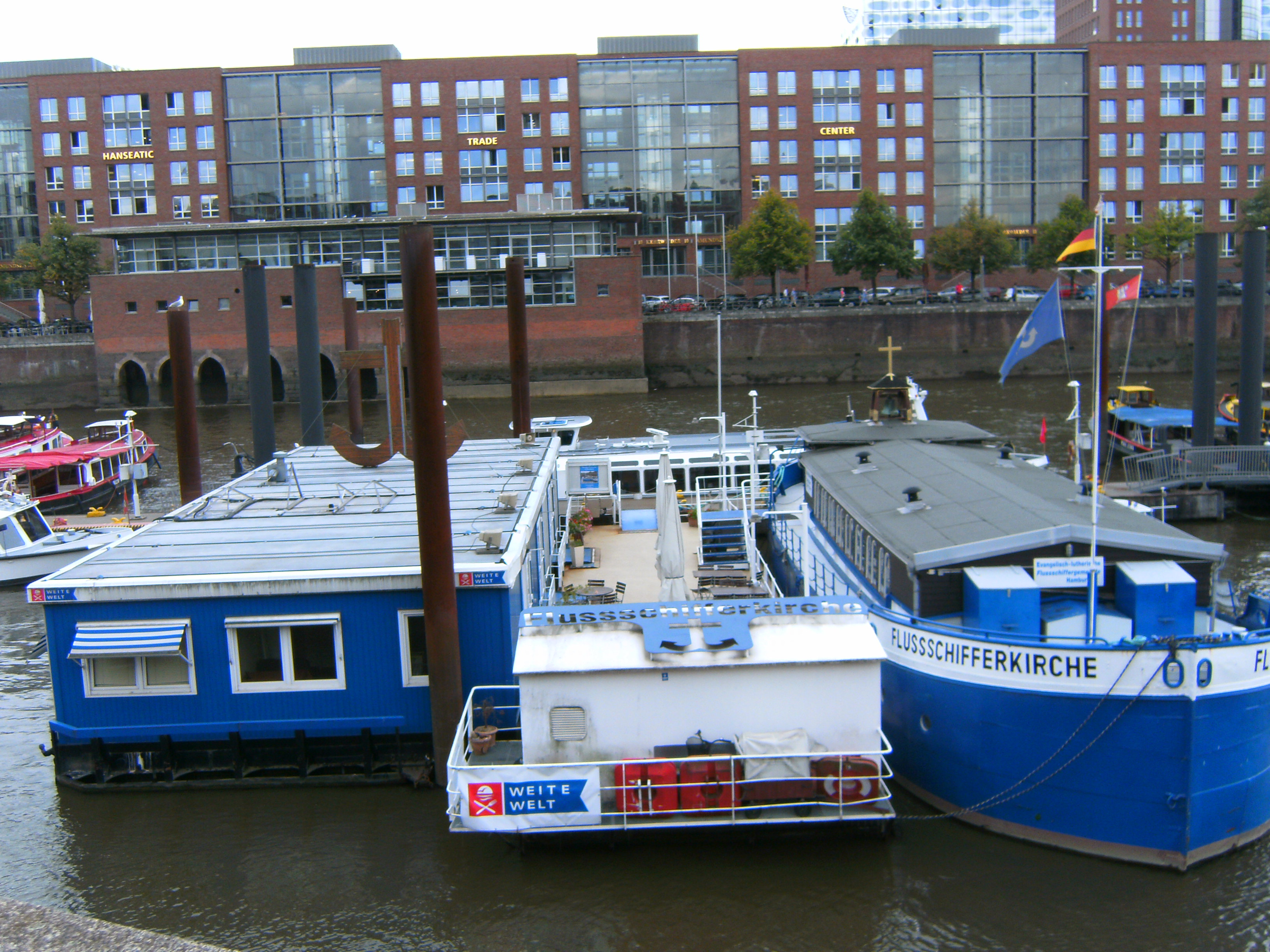
Hamburg, Binnenhafen: Flussschifferkirche, von der Promenade der Straße Kajen aus gesehen

Die Flussschifferkirche ist eine evangelische Kirche in Hamburg, die auf einem 1906 gebauten und außer Dienst gestellten Weserleichter eingerichtet wurde.

## Geschichte

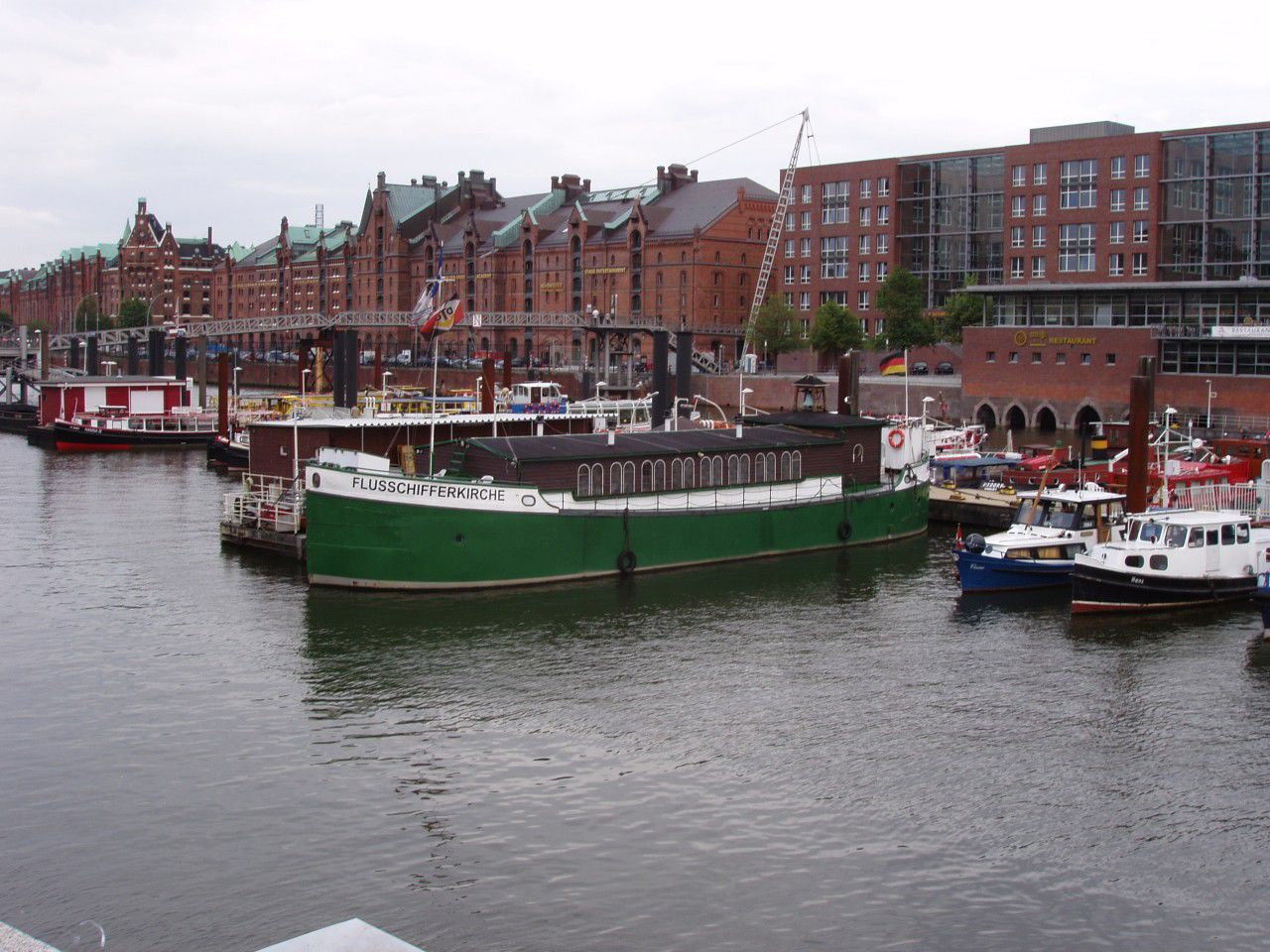
Die Flussschifferkirche 2006 im Binnenhafen

Der Umbau des Leichters mit einer Länge von 26 Metern und einer Breite von sieben Metern erfolgte 1952, die Weihe als Kirche am zweiten Advent des gleichen Jahres. Bis 2006 hatte sie ihren Liegeplatz in der Billwerder Bucht am Ausschläger Elbdeich im Hamburger Stadtteil Rothenburgsort, davor lag die Kirche im Marktkanal bzw. im Müggenburger Zollhafen auf der Veddel, seither im Binnenhafen nahe der Speicherstadt. Sie gilt in Hamburg als einzige schwimmende Kirche ihrer Art in Deutschland, allerdings gibt es andere Quellen, die von fünf weiteren Kirchenschiffen in Deutschland wissen.

## Lage

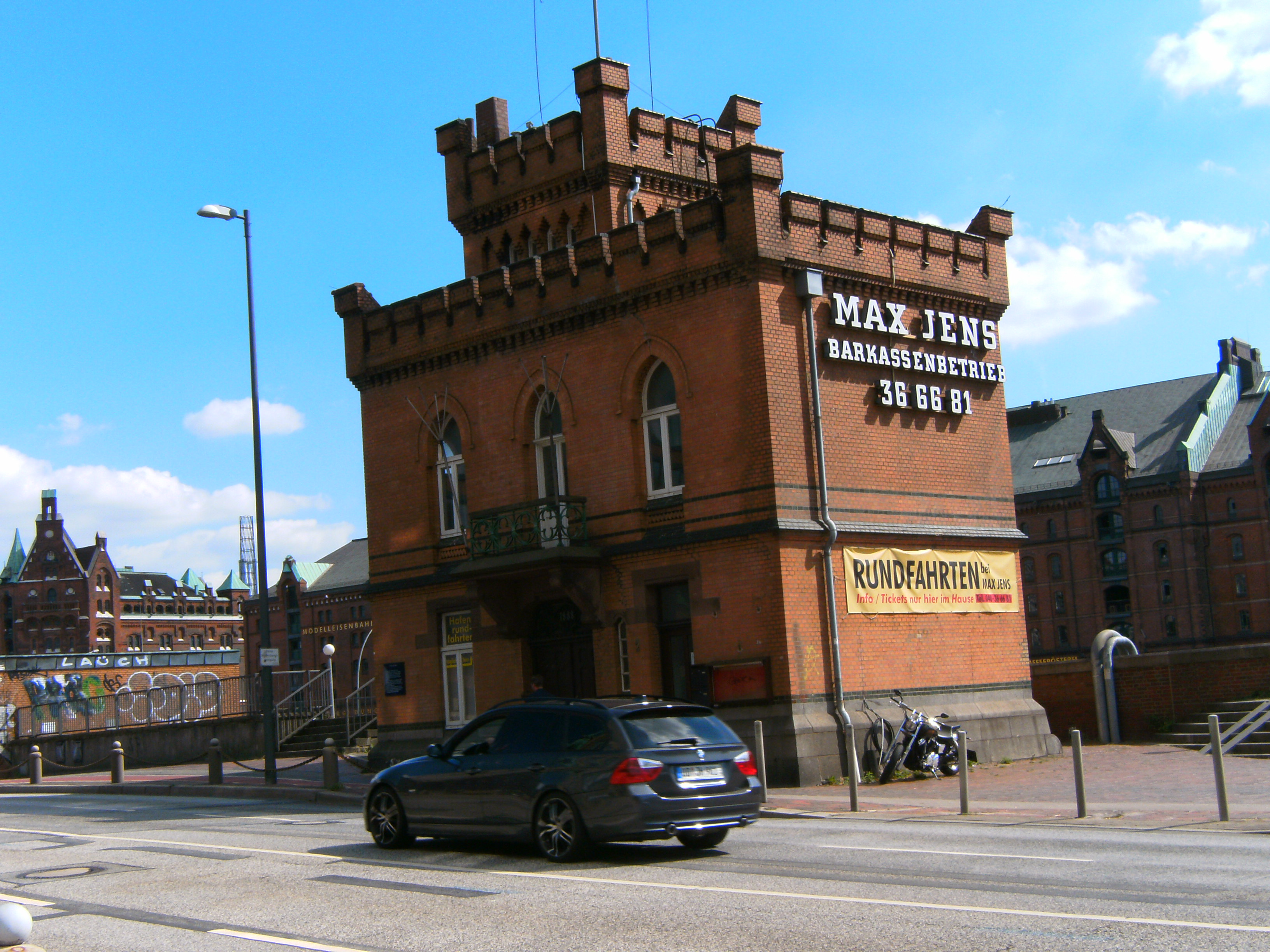
Wegmarke: Kranwärterhaus am Binnenhafen

Die Flussschifferkirche ist über die Stahl-/Holzbrücke Kehrwiedersteg zu erreichen, die über den Binnenhafen von Deichstraße/Ecke Kajen zur Straße Kehrwieder führt. In der Nähe befindet sich der U-Bahnhof Baumwall und das Kranwärterhaus mit dem Kran am Binnenhafen.

## Gottesdienste

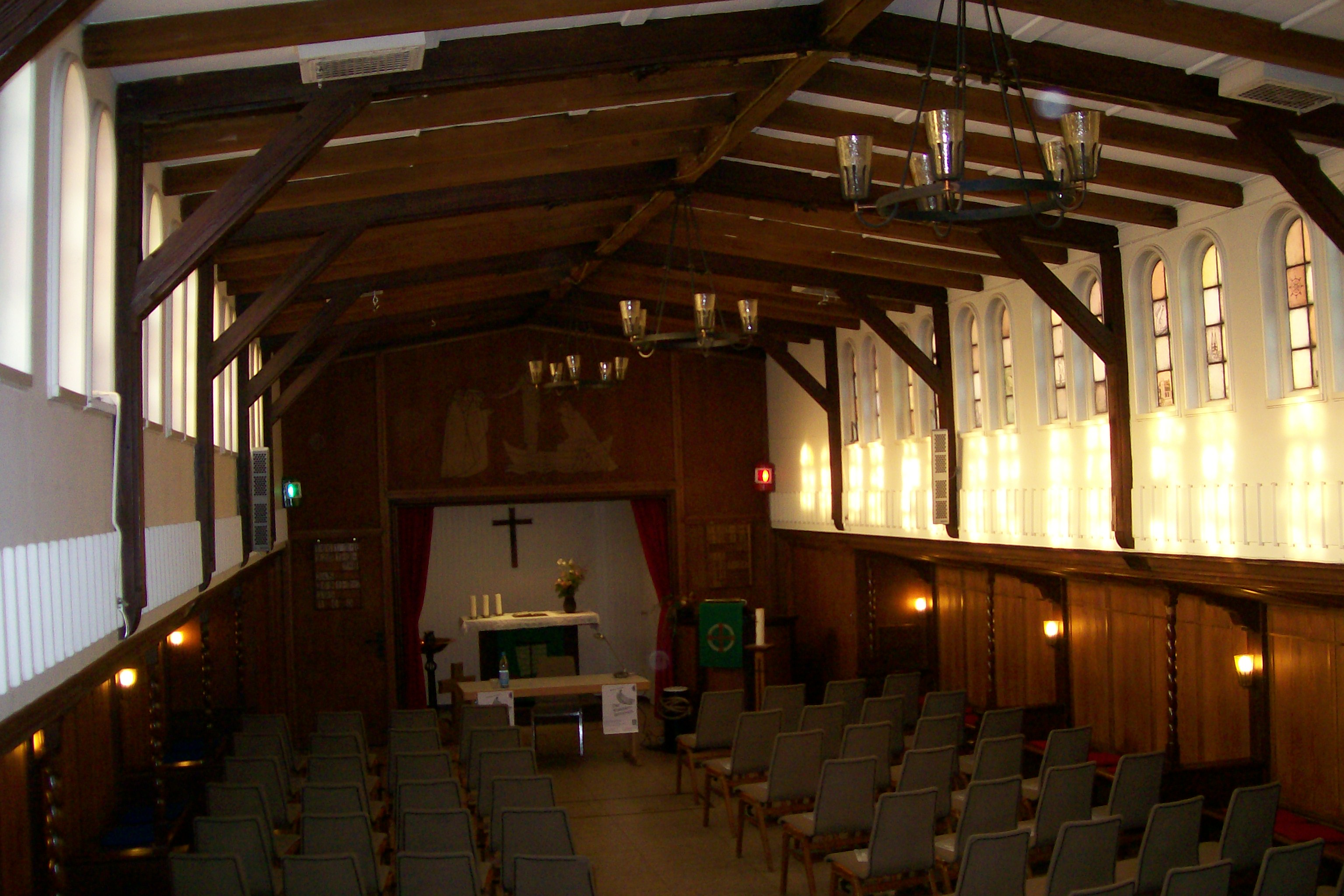
Innenaufnahme 2007

Die Flussschifferkirche war von 1961 bis 2007 eine eigenständige Kirchengemeinde. Von 2003 bis 2007 teilte sie  sich eine Pfarrstelle mit der Hamburger Gemeinde St. Katharinen.
Zur Ausstattung gehören unter anderem ein Altar, eine Kanzel, ein Taufbecken, eine Orgel und ein Glockenturm. Das Altarbild stammt von Nanette Lehmann. Das Symbol der Kirche ist das Ankerkreuz, die Kombination aus einem Anker und dem christlichen Kreuz. Neben Gottesdiensten für bis zu 130 Besucher finden an Bord auch Trauungen und Taufen statt.

## Besuch der Binnenschiffer im Hamburger Hafen
Für den mobilen Einsatz auf dem Wasser verfügt die Kirche über die zusätzliche Barkasse „Johann Hinrich Wichern“, benannt nach dem Begründer der Seelsorge für die Binnenschiffer in Hamburg. Die Kirche kommt zu den Binnenschiffern an ihren Arbeitsplatz. Binnenschiffer sind auf Unter-, Mittel- und Oberelbe unterwegs. Die Ladungen der Binnenschiffe sind z. B. Schwefelsäure, Getreide, Raps. Mit der Barkasse der Flussschifferkirche werden pro Tour etwa 20 Binnenschiffe, die im Hamburger Hafen liegen, angefahren.  Die ehrenamtlichen Helfer und Diakone bringen als Begrüßungsgeschenk Äpfel, Schokolade und eine Zeitung mit. Bei Bedarf werden auch Gespräche geführt.

## Träger
Der Betrieb der Flussschifferkirche und des dazugehörigen Pontons kostet jährlich rund 70.000 Euro. Im Dezember 2006 wurde bekannt, dass wegen finanzieller Schwierigkeiten des Kirchenkreises Alt-Hamburg der Unterhalt der Flussschifferkirche nicht mehr gesichert ist. Die Trägerschaft ging deswegen 2007 auf einen privaten Verein über. Die Kirche verlor dadurch zwar ihren Status als eigenständige Gemeinde, sie bleibt aber als Ort für Gottesdienste erhalten. Die Flussschifferkirche wird seither ehrenamtlich durch verschiedene Pastoren betreut. 2017 fand hier die Trauerfeier für Gunter Gabriel statt.

## Flussschifferkirche auf Tour

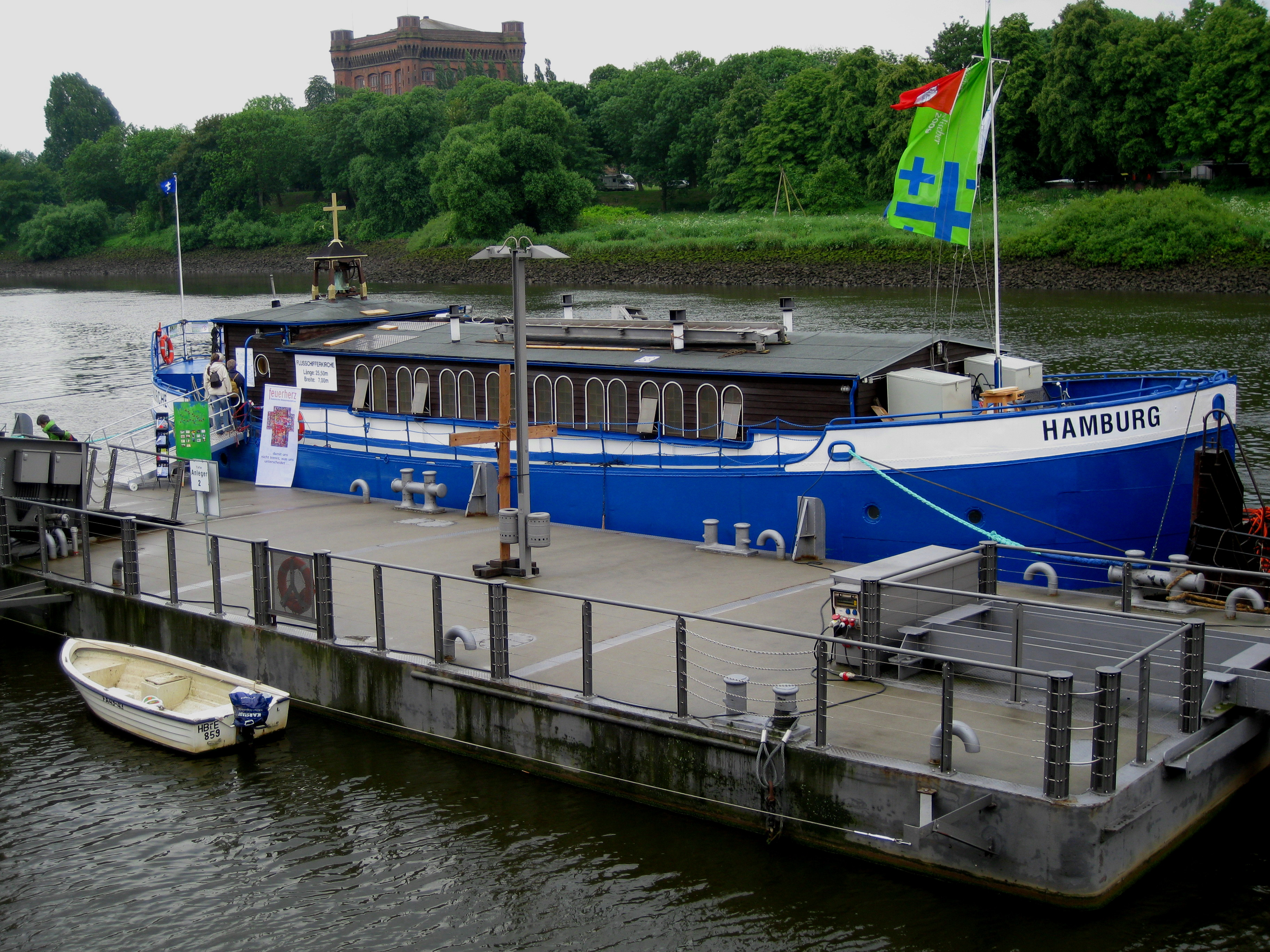
Die Flussschifferkirche 2009 in der Weser beim Kirchentag in Bremen

Zum 32. Deutschen Evangelischen Kirchentag im Mai 2009 wurde die Flussschifferkirche nach Bremen geschleppt und hatte dort ihren Liegeplatz an der Schlachte.